# Тит Цезерний Квинкциан
Тит Цезерний Статий Квинкций Македон Квинкциан (лат. Titus Caesernius Statius Quinctius Macedo Quinctianus) — римский государственный деятель первой половины II века.
Квинциан происходил из всаднического рода из Аквилеи. Его отцом был прокуратор Мавретании Цезарейской Тит Цезерний Македон, а матерью Рутилия Приска Сабиниана. Братом Квинкциана был консул-суффект 141 года Тит Цезерний Статиан. В 120 году он состоял в коллегии триумвиров-монетариев, ответственных за чеканку золотой и серебряной монеты. Квинкциан был первым представителем своей семьи, вошедшим в состав сената. Этому способствовало, по всей видимости, покровительство императора Адриана. Затем он был военным трибуном, возглавляя один из легионов, дислоцировавшихся в провинции Нижняя Германия.
По возврату в Рим Квинкциан благодаря покровительству Адриана занимал должности народного трибуна, квестора и претора. В промежутки между этими назначениями он путешествовал вместе с императором на Сицилию в 128 году, в Мавретанию в 129 году и в восточные провинции Римского государства в 131—132 годах.
С 133 до 136 года в качестве легата Квинкциан руководил X Парным легионом, который стоял в Виндобоне (провинция Верхняя Паннония). В 137 году он находился на посту куратора Аппиевой дороги и префекта, отвечающего за выплаты бедным жителям Рима. Тит был одним из патронов Аквилеи, за что ему была поставлена в этом городе статуя. Около 138 года он занимал должность консула-суффекта. Квинкциан входил в состав коллегии императорских жрецов. Также, предположительно, у него была собственность в Альбане.